# بيتي هيستر
بيتي هيستر (بالإنجليزية: Betty Hester)‏ هي كاتِبة أمريكية، ولدت في 1 يونيو 1923 في روما في الولايات المتحدة، وتوفيت في 26 ديسمبر 1998.